# 海の王迎駅
海の王迎駅（うみのおうむかええき）は、高知県幡多郡黒潮町上川口にある、土佐くろしお鉄道（TKT）中村線の駅である。駅番号はTK35。

## 歴史
- 2003年（平成15年）4月22日：土佐くろしお鉄道中村線土佐上川口駅 - 浮鞭駅間に新設。

「海の王迎」と言う駅名は、鎌倉時代に後醍醐天皇の子、尊良親王が元弘の乱により流刑された地だったことから名づけられた。

## 駅構造
高台に単式ホーム1面1線を有する地上駅。
無人駅。駅舎は無いが、ホーム上に待合室が設置されている。

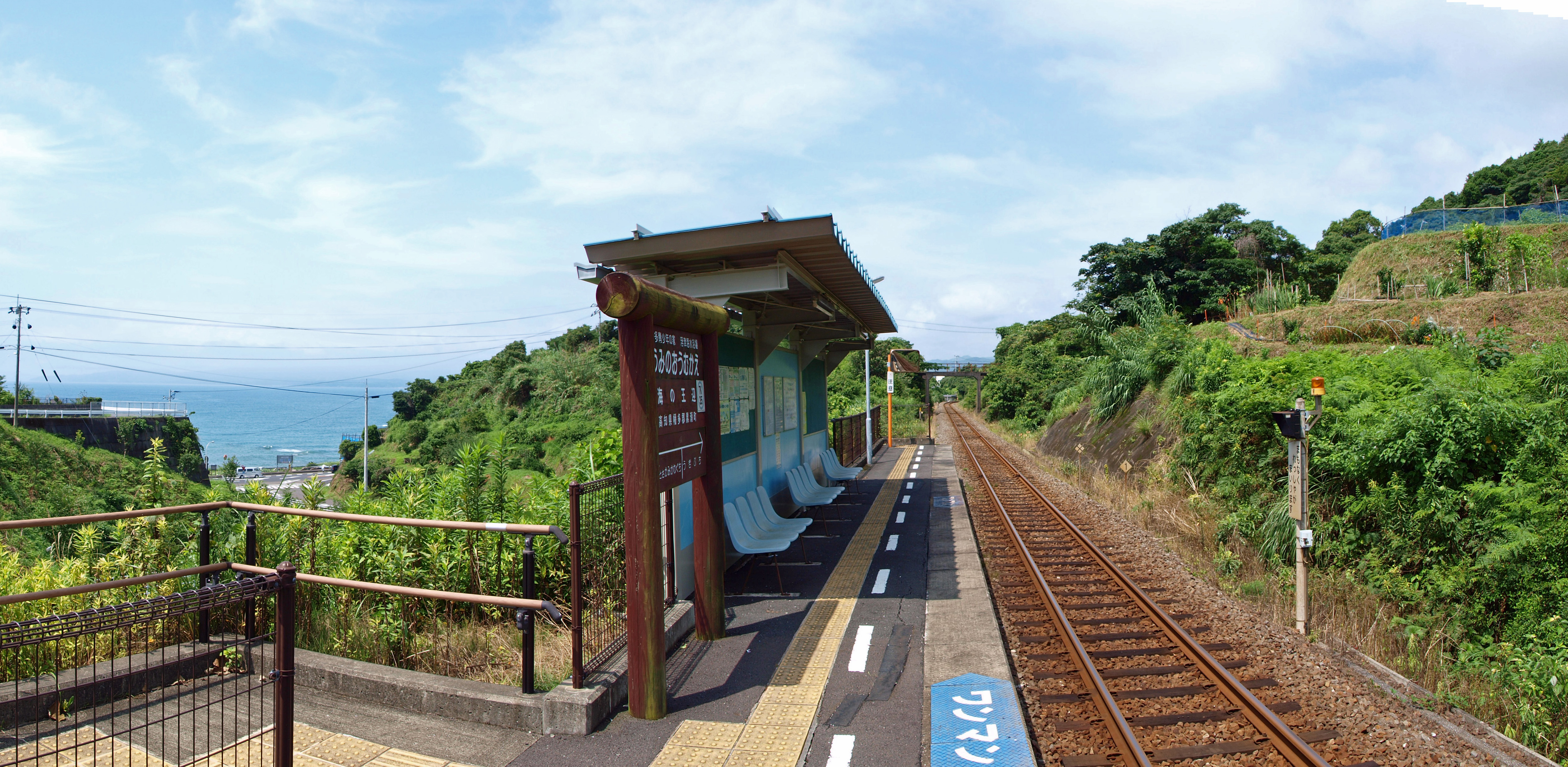
ホームより海を望む（パノラマ合成）

## 利用状況
近年の1日平均乗降人員の推移は以下の通り。
| 乗降人員推移 | 乗降人員推移 |
| 年度         | 1日平均人数  |
| ------------ | ------------ |
| 2011年       | 2            |
| 2012年       | 3            |
| 2013年       | 8            |
| 2014年       | 9            |
| 2015年       | 9            |
| 2016年       | 2            |
| 2017年       | 6            |
| 2018年       | 4            |

## 駅周辺
- 国道56号
- 王無浜
- 浮津海水浴場
- 高知県立幡多青少年の家
- 王迎団地

## 隣の駅
土佐くろしお鉄道
■中村線
土佐上川口駅 (TK34) - 海の王迎駅 (TK35) - 浮鞭駅 (TK36)